# David Vickery
David Vickery ist ein Filmtechniker, der sich auf visuelle Effekte spezialisiert hat.

## Leben
Lemmon machte schon früh Erfahrungen mit einigen Hollywood-Blockbustern. Sein bisher größter Erfolg war Harry Potter und die Heiligtümer des Todes: Teil 2, für den er eine Oscar-Nominierung verbuchen kann.

## Filmografie (Auswahl)
- 2002: James Bond 007 – Stirb an einem anderen Tag (Die Another Day)
- 2003: Johnny English – Der Spion, der es versiebte (Johnny English)
- 2003: Die Liga der außergewöhnlichen Gentlemen (The League of Extraordinary Gentlemen)
- 2003: DreamKeeper (TV)
- 2004: Riddick: Chroniken eines Kriegers (The Chronicles of Riddick)
- 2005: Batman Begins
- 2005: Harry Potter und der Feuerkelch (Harry Potter and the Goblet of Fire)
- 2006: Children of Men
- 2007: Harry Potter und der Orden des Phönix (Harry Potter and the Order of the Phoenix)
- 2007: Das Bourne Ultimatum (The Bourne Ultimatum)
- 2008: Cloverfield
- 2008: The Dark Knight
- 2009: Sherlock Holmes
- 2010: Green Zone
- 2010: Harry Potter und die Heiligtümer des Todes: Teil 1 (Harry Potter and the Deathly Hallows: Part 1)
- 2011: Harry Potter und die Heiligtümer des Todes: Teil 2 (Harry Potter and the Deathly Hallows: Part 2)
- 2012: Die Piraten! – Ein Haufen merkwürdiger Typen (The Pirates! – In an Adventure with Scientists)
- 2013: Fast & Furious 6
- 2015: Jupiter Ascending
- 2015: Mission: Impossible – Rogue Nation
- 2016: Doctor Strange
- 2018: Jurassic World: Das gefallene Königreich (Jurassic World: Fallen Kingdom)
- 2019: Battle at Big Rock (Kurzfilm)
- 2022: Jurassic World: Ein neues Zeitalter (Jurassic World Dominion)

## Nominierungen
- 2007: Satellite Awards: Nominierung in der Kategorie Beste visuelle Effekte für Das Bourne Ultimatum
- 2012: BAFTA Awards: Nominierung in der Kategorie Beste visuelle Effekte für Harry Potter und die Heiligtümer des Todes: Teil 2
- 2012: Oscar: Nominierung in der Kategorie Beste visuelle Effekte für Harry Potter und die Heiligtümer des Todes: Teil 2